# Gunnar Jensen
Knud Gunnar Jensen (31. marts 1863 i København – 6. maj 1948 på Frederiksberg) var en dansk medaljør og billedhugger.
Gunnar Jensen lærte ciselering og gravering hos sin far; efter færdiggørelse af Teknisk Institut maj 1880; tog han undervisning på Kunstakademiet i København 1880 hos Harald Conradsen, J.A. Jerichau og Th. Stein med afgang januar 1885. Gunnar Jensen var en fornyer af dansk medaljekunst under fransk påvirkning, bl.a. Jules-Clément Chaplain og Louis-Oscar Roty. Hans studier i Paris medførte at Den Kgl. Mønt fik nyt teknisk udstyr, især rigets første reduktionsmaskine (1904). Fra jubilæumstokronen 1903 til indførelsen af særskillemønten 1924 udførte Jensen medaljørarbejdet ved alle nye danske mønter, dog på Frederik VIII's og Christian X's guldmønter, udførte Andreas Hansen portrætsiden, og Jensen våbensiden. De store vestindiske guld- og sølvmønter hævder sig i en international sammenhæng med deres skildring af den gamle Christian IX og allegoriske kvindeskikkelser. 

## Hæder
- 1888 – K.A. Larssens og Hustru L.M. Larssens født Thodbergs Legat
- 1892 – Akademiets legat 
  - 1894,
  - 1896
- 1899 – Det anckerske Legat
- 1896 – Årsmedaljen
  - 1912
- 1913 – sølvmedalje, Bruxelles
- 1914 – sølvmedalje Gent

## Ekstern henvisning
- Gunnar Jensen på Kunstindeks Danmark/Weilbachs Kunstnerleksikon
- Michael Märcher: Den Kgl. Mønt og dens første reduktionsmaskine, tekniskmuseum.dk (Årbog), 2009, 14-21.